# Fontana dell'Acqua Paola
La fontana, o fontanone, dell'Acqua Paola, nota anche come fontanone del Gianicolo, è una fontana monumentale situata sul colle Gianicolo, a Roma. Costruita su progetto di Giovanni Fontana e Flaminio Ponzio come mostra terminale dell'acquedotto Traiano tra il 1610 e il 1614 per volere di papa Paolo V, assunse l'attuale aspetto con l'intervento di rifacimento portato avanti sul finire del XVII secolo da Carlo Fontana che sostituì le cinque vasche preesistenti con un bacino unico a forma di emiciclo.

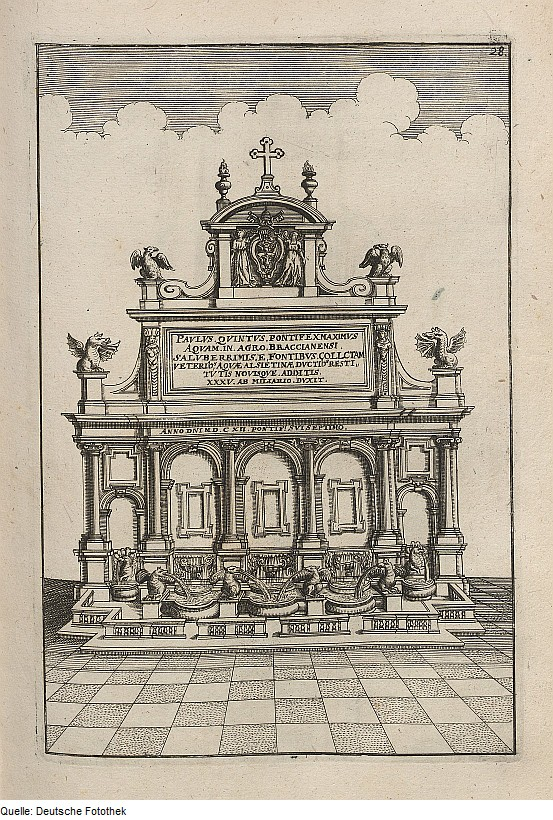
Stampa del 1664. Originariamente il fontanone aveva cinque vasche in corrispondenza degli archi.

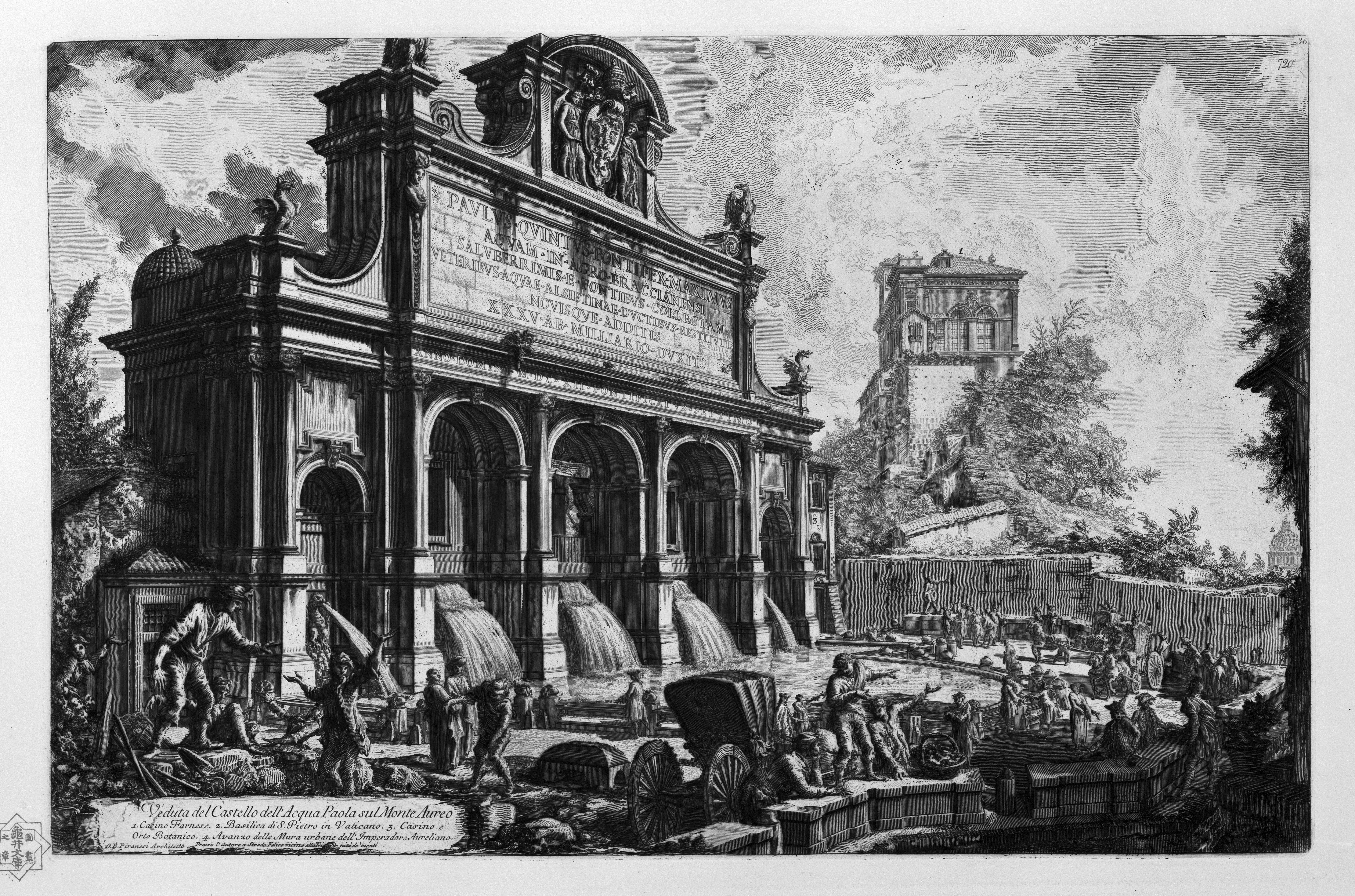
Incisione di Giovanni Battista Piranesi della metà del XVIII secolo

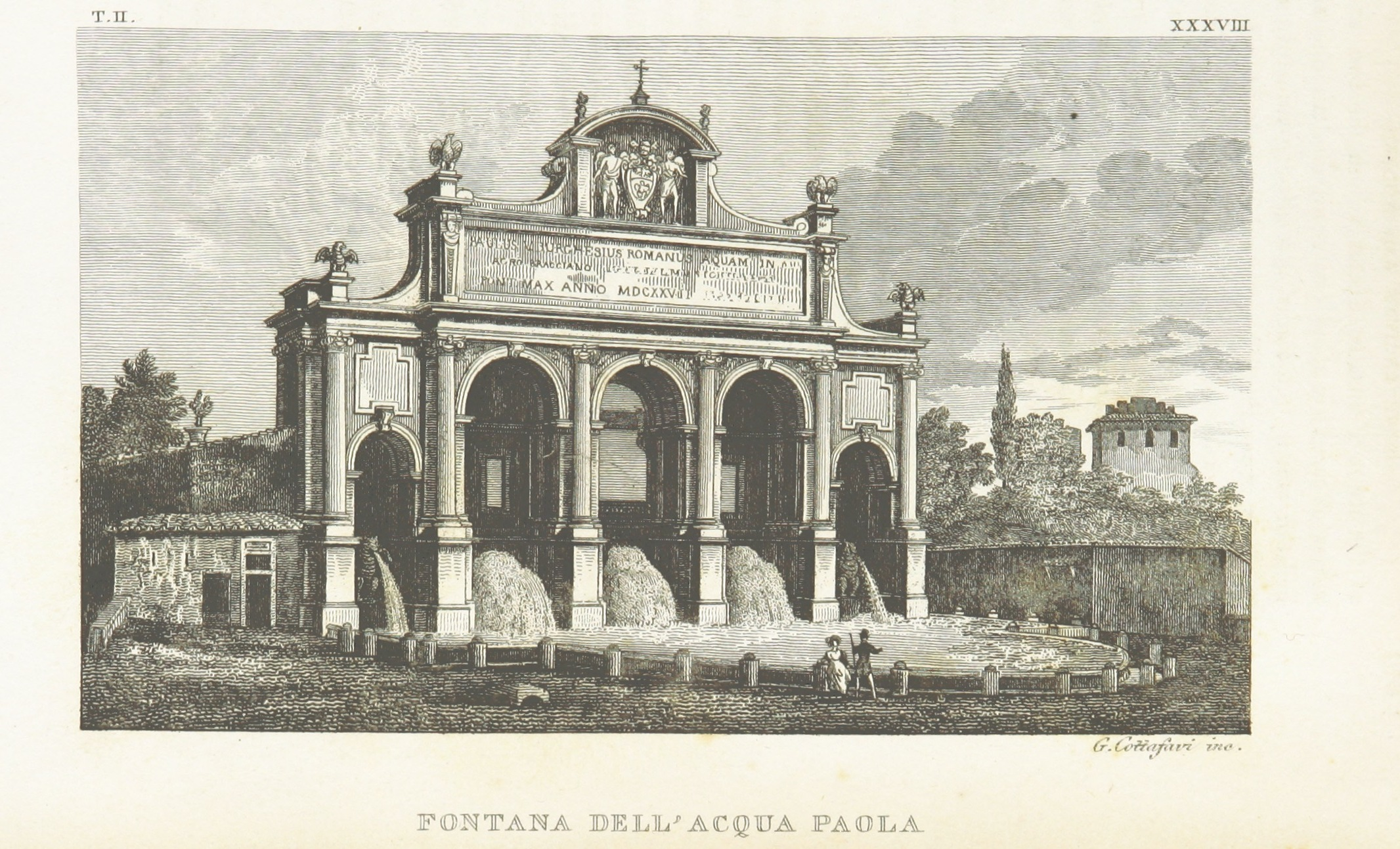
Un'illustrazione della fontana dal libro Rome, ancient and modern, and its environs del 1842

## Storia
All'inizio del XVII secolo le aree della riva destra del Tevere, in particolare i rioni Borgo e Trastevere e il colle Vaticano, erano ancora scarsamente approvvigionate d'acqua, e questo fu uno dei primi problemi affrontati da papa Paolo V appena eletto. Il pontefice promosse quindi il restauro dell'acquedotto Traiano, portato avanti tra il 1608 e il 1610. Per celebrare questa opera il papa commissionò agli architetti Giovanni Fontana e Flaminio Ponzio la realizzazione di una fontana monumentale posta nella parte terminale nei pressi di porta San Pancrazio. Per volere dello stesso pontefice gli architetti si ispirarono alla fontana dell'Acqua Felice, progettata tra l'altro da Fontana stesso, che a sua volta traeva ispirazione dall'antico arco di trionfo.
La costruzione della fontana si protrasse fino al 1614 e furono impiegati come materiali di costruzione anche marmi di spoglio, provenienti dal Foro Romano e dal tempio di Minerva, e granito, proveniente dalla vecchia basilica di San Pietro in Vaticano.
Il progetto originale prevedeva che l'acqua venisse raccolta in cinque vasche posizionate in corrispondenza dei vari archi, ma nel 1690 papa Alessandro VIII commissionò a Carlo Fontana (nipote di Giovanni) la realizzazione di un progetto di ampliamento dell'opera. La versione definitiva, oltre all'ampliamento del finestrone centrale, prevedeva una grande conca a semicerchio sporgente da una vasca rettangolare piuttosto stretta e lunga tutta la larghezza della fontana. Anche l'uscita dell'acqua è stata modificata: le larghe bocche che versavano direttamente nelle conche sottostanti, ora gettano acqua in piccoli catini che sversano nel bacino sottostante. In occasione dello stesso intervento si provvide anche alla creazione, con opere di terrazzamento, dell'ampio piazzale antistante la fontana, che fino ad allora era quasi a strapiombo sul costone del Gianicolo.
Un primo restauro fu compiuto nel 1859, per riparare ai danni causati dieci anni prima dai francesi durante la riconquista della Repubblica Romana. I successivi si tennero nel 1934, nel corso degli anni '50, tra il 2002 e il 2004 e nel 2019.
Dal 1901 agli anni '30 la fontana alimentò la prima centrale idroelettrica di Roma.
Il monumento è diventato anche un importante simbolo di Roma, apparendo in diversi film, tra cui La grande bellezza, e anche nel brano Roma capoccia di Antonello Venditti, che celebra proprio il fascino della città.
(Antonello Venditti, Roma capoccia)

## Descrizione

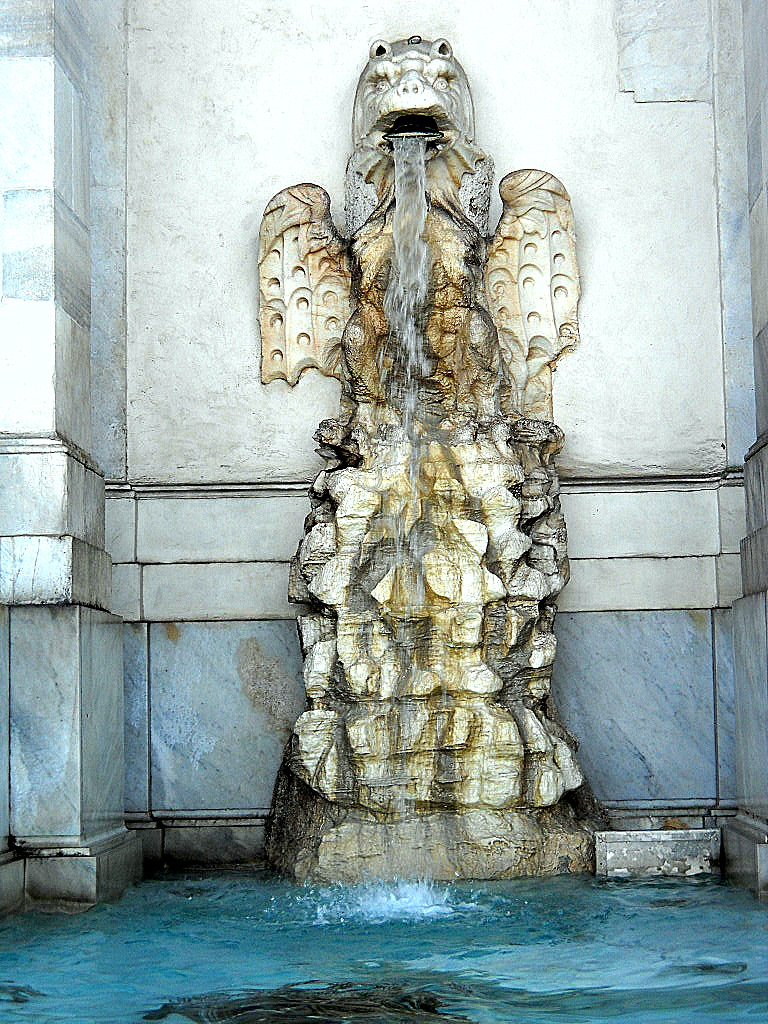
Particolare delle due sculture poste negli archi laterali

La struttura della fontana riprende in larga parte la più piccola fontana dell'Acqua Felice.
La metà inferiore è occupata da tre grandi archi centrali e due laterali più piccoli dei primi, leggermente arretrati, tutti separati da colonne poste su alti piedistalli. Le sei colonne che la ornano, quattro di granito rosso e due laterali di granito bigio, provenivano dall'antica basilica di San Pietro. Esse poggiano su basi molto alte e i capitelli sono posti a sorreggere l'architrave. La metà superiore dei tre archi centrali, anziché contenere statue, è occupata da grossi finestroni rettangolari aperti, in modo da consentire una parziale visibilità del giardino botanico che, all'epoca, si trovava dietro il fontanone.
L'acqua, che sgorga dalle cinque bocche poste negli archi, si riversa in una larga vasca a forma di semicerchio poggiato su un rettangolo. La vasca è delimitata da alcune colonnine sulle quali è posto lo stemma pontificio di Paolo V. Le bocche degli archi centrali riversano la propria acqua in tre piccole vasche semicircolari mentre quelle laterali, incastonate in due statue ritraenti un ibrido lupo-drago, sgorgano direttamente nella vasca principale.
La parte superiore del monumento, per tutta la lunghezza delle tre nicchie maggiori, è occupata da una grande iscrizione in lingua latina a testimonianza della realizzazione dell'acquedotto, sormontata dall'enorme stemma pontificio di Paolo V, sorretto da due angeli scolpiti da Ippolito Buzio, inserito in un'edicola ad arco molto elaborata.
L'intera opera è ornata di volute ai margini e di draghi e aquile araldiche, simbolo della famiglia del pontefice: i Borghese.
L'iscrizione recita:
AQVAM IN AGRO BRACCIANENSI

SALVBERRIMIS E FONTIBVS COLLECTAM

VETERIBVS AQVAE ALSIETINAE DVCTIBVS RESTITVTIS

NOVISQVE ADDITIS

XXXV AB MILLIARIO DVXIT
ANNO DOMINI MDCXII PONTIFICATVS SVI SEPTIMO»
Essa tuttavia presenta un errore storico in quanto l'acquedotto restaurato non era l'Alsietino ma il Traiano, che già all'epoca della costruzione aveva inglobato e sostituito l'altro. L'errore è ribadito anche in una simile iscrizione posta su un arco di sostegno dell'acquedotto che attraversa la via Aurelia, a poca distanza dalla fontana, in cui si parla erroneamente del ripristino dell'acquedotto costruito dall'imperatore Augusto (l'Alsietino, per l'appunto).
A memoria dell'intervento portato avanti sul finire del XVII secolo, nella volta dell'arco centrale, venne posizionato lo stemma di papa Alessandro VIII e una lunga iscrizione commemorativa:
PAVLI V PROVIDENTISSIMI PONT BENEFICIVM TVTATVS

REPVRGATO SPECV NOVISQVE FONTIBVS INDVCTIS

RIVOS SVIS QVEMQVE LABRIS OLIM ANGVSTI CONTENTOS

VNICO EODEMQVE PER AMPLO LACV EXCITATO RECEPIT

AREAM ADVERSVS LABEM MONTIS SVBSTRVXIT

ET LAPIDEO MARGINE TERMINAVIT ORNAVITQVE

ANNO SALVTIS MDCLXXXX PONTIFICATVS SVI SECVNDO»
Nel dicembre del 1787 lo scrittore e poeta tedesco Johann Wolfgang von Goethe durante il suo secondo soggiorno a Roma vide la fontana e ne lasciò una lunga descrizione entusiasta riportata nel suo saggio Viaggio in Italia:
d'ammirazione; e, come ci dice la scritta, la preveggenza benefica d'un papa della dinastia Borghese può vantarsi d'avere in questo luogo la sua eterna, ininterrotta e imponente apoteosi.»
(Johann Wolfgang von Goethe, Viaggio in Italia)

## Nella cultura di massa
Il "Fontanone" è apparso in diversi film tra cui: Tre soldi nella fontana (1954), Il cardinale (1963), Dove vai tutta nuda? (1969), Trastevere (1971), Il maschio ruspante (1972), 40 gradi all'ombra del lenzuolo (1976), L'inquilina del piano di sopra (1977), Un'australiana a Roma (1987), Delitti e profumi (1988), In nome del popolo sovrano (1990), Stasera a casa di Alice (1990), Commedia sexy (2001), La grande bellezza (2013), Spectre (2015) e Tutta un'altra vita (2019).
Nella fiction televisiva Rocco Schiavone Marina, la moglie del protagonista, viene assassinata proprio di fronte al Fontanone. La scena, impressa nella memoria del vicequestore, viene riproposta più volte nel corso delle puntate.
Inoltre appare nelle scene finali esterne della fiction L'allieva, dove si celebrano le scene del matrimonio tra i due protagonisti per poi chiudere la serie di tre stagioni.